# Chrysosomopsis vicina
Chrysosomopsis vicina là một loài ruồi trong họ Tachinidae.